# Neogalissus pelidnos
Neogalissus pelidnos là một loài bọ cánh cứng trong họ Cerambycidae.